# Circus buffoni
Circus buffoni е вид птица от семейство Ястребови (Accipitridae).

## Разпространение
Видът е разпространен в Аржентина, Боливия, Бразилия, Венецуела, Гвиана, Колумбия, Парагвай, Суринам, Тринидад и Тобаго, Уругвай, Френска Гвиана и Чили.